# Cover Drive
Cover Drive es un cuarteto de R&B y pop de Barbados, que consta con los miembros Amanda Reifer, Armstrong T-Ray, Barry "Bar-Man" Harding Hill y Jamar.
La banda fue firmada por el sello discográfico "Global Talent", una división de Polydor Records. La banda fue reconocida mayormente en el acto de apertura del Loud Tour de Rihanna.

## Carrera musical

### 2010: Primeros años
La banda se formó en la isla caribeña de Barbados. Está formada por cuatro miembros, Amanda (17/3/1992) la voz principal, T-Ray (9/8/1993) el batería y rapero, "Bar Man" (25/12/1989) el teclado y la guitarra y Jamar (31/5/1993) el bajista.

### 2011: Bajan Style
En abril de 2011, la banda firmó un contrato de edición con Sony y un contrato de grabación con Polydor Records. Después de firmar los contratos, la banda empezó a escribir y a grabar material para su primer álbum, al que llamarían "Bajan Style"
En el estudio se encontraron con el productor estadounidense JR. Rotem, quién produjo su primer sencillo, "Lick Ya Down".
Más tarde, lanzaron su segundo sencillo "Twilight", que alcanzó el puesto #1 en iTunes de Reino Unido. La canción fue producida por Quiz & Larossi. El 8 de marzo de 2012, la banda anunció que "Sparks" sería el tercer sencillo del álbum. El álbum fue lanzado en venta el 7 de mayo de 2012 y debutó en el UK Album Chart en el número 14. El cuarto sencillo será "Explode" con la colaboración de Dappy.
En 2013, lanzarán su segundo álbum de estudio "All My Love" que el nombre de su primer sencillo es llamado al igual que el álbum.

## Discografía

### Álbumes de estudio
- 2012 Bajan Style
- 2014 TBA

### Sencillos
- «Lick Ya Down»
- «Twilight»
- «Sparks»
- «Explode (con Dappy)»
- «Surrender»
- «All My Love»

### Colaboraciones
- Turn Up The Love (de Far East Movement)

- Datos: Q1138092
- Multimedia: Cover Drive / Q1138092